# Горне (Айиртауський район)
Го́рне (каз. Горное) — село у складі Айиртауського району Північноказахстанської області Казахстану. Входить до складу Арикбалицького сільського округу.
Населення — 95 осіб (2021; 202 у 2009, 239 у 1999, 272 у 1989).
Національний склад станом на 1989 рік:
- росіяни — 46 %
- німці — 20 %.

У радянські часи село називалось Лісхоз Арикбаликський, Лісхоз Горний.